# 大衛·博羅斯
大衛·博羅斯（英語：David Burrowes，1969年6月12日—）是一位英格蘭政治人物，他的黨籍是保守黨。自2010年開始，他擔任恩菲爾德紹斯蓋特選區選出的英國下議院議員。他是保守黨基督徒團契的主席和保守黨以色列之友的成員。